# Ommatius docimus
Ommatius docimus là một loài ruồi trong họ Asilidae. Ommatius docimus được Oldroyd miêu tả năm 1972. Loài này phân bố ở miền Ấn Độ - Mã Lai.